# 达尼埃莱·奥萨托
达尼埃莱·奥萨托（義大利語：Daniele Orsato，1975年11月23日—），意大利足球裁判。

## 职业生涯
奥萨托于2010年成为国际裁判。他曾执法2014年国际足联世界杯和2012年欧洲杯的外围赛。
2012-13赛季、 2013-14赛季以及2014-15赛季，奥萨托吹罚多场欧冠小组赛。
2016年，奥萨托执法2015-16赛季欧洲冠军联赛埃因霍温对马德里竞技的十六强赛。
2017年3月14日，奥萨托执法2016-17赛季欧洲冠军联赛莱斯特城对阵塞维利亚的十六强赛。
2018年7月1日，奥萨托被任命为2018年国际足联世界杯克罗地亚对阵丹麦比赛的VAR裁判。
2019年2月12日，奥萨托在欧洲冠军联赛中担任曼联和巴黎圣日耳曼16强首回合比赛的裁判。这场比赛，他总计出示了10张黄牌（曼联6张，巴黎圣日耳曼4张），并在第89分钟将博格巴罚下。
奥萨托在执巴黎圣日尔曼对阵拜仁的2020年欧洲冠军联赛决赛。
2020-21赛季欧冠半决赛次回合，奥萨托担任切尔西对阵皇马的比赛的主裁。
2020 年，奥萨托被國際足球歷史和統計聯合會评为当年最佳裁判。 